# Die schwarze Katze (1966)
Die schwarze Katze ist ein US-amerikanischer psychologischer Horrorfilm von Harold Hoffman aus dem Jahr 1966. Die in der Gegenwart angesiedelte Handlung basiert auf der Schauergeschichte Der schwarze Kater von Edgar Allan Poe aus dem Jahr 1843.

## Handlung
Zu ihrem ersten Hochzeitstag schenkt Diana ihrem Mann Lou eine schwarze Katze. In der Folge verhält sich Lou immer seltsamer: Er zieht sich zurück, vernachlässigt Diana, sucht dafür die Gegenwart der nach dem römischen Unterweltgott Pluto benannten Katze, trinkt Alkohol im Übermaß und prügelt sich in Bars. Als Pluto eines Tages Lou kratzt, zückt dieser ein Klappmesser und schneidet dem Tier ein Auge heraus. Am Abend nach einem Barbesuch bastelt Lou eine elektrische Schlinge und erhängt damit die Katze an einem Baum und steckt das Kabel ein. Durch Funken geht das Haus in Flammen auf.
Vom Anwalt erfährt das Paar, dass das Haus nicht versichert war. Lou denkt, dass sein bösartiger Vater ihm Pluto geschickt habe, um ihm zu schaden. Im Wahn hält er den Anwalt für seinen Vater und attackiert ihn. Er wird in die Psychiatrie eingeliefert.
Sein Geisteszustand bessert sich zusehends und er zieht nach seiner Entlassung mit Diana in ein neues Einfamilienhaus. Eines Abends findet Lou eine einäugige schwarze Katze, die das Paar nun behält. Als Lou auf der Kellertreppe über die Katze stolpert, versucht er,  sie mit der Axt zu erschlagen, was Diana verhindert. In seiner Raserei erschlägt Lou nun statt der Katze seine Frau mit der Axt.
Auf der Suche nach Diana durchsuchen Polizisten das Haus, finden aber außer einer feuchten Kellermauer nichts Verdächtiges. Zum Schrecken Lous hört man eine Katze hinter der Mauer miauen. Die Polizei bricht die Wand auf und findet dahinter Dianas Leiche und eine einäugige Katze. Bei einem Fluchtversuch kommt Lou ums Leben, als eine schwarze Katze vor ihm auf der Straße erscheint, und sich sein Wagen überschlägt.

## Ästhetik
Der Film ist von einer effektvollen Lichtregie geprägt, die unheimlich anmutende Schatten produziert. In Momenten des von Lou Besitz ergreifenden Wahnsinns dominieren Close-up-Einstellungen auf sein Gesicht, seine Augen, seine Hände und Gewaltinstrumente (Messer, Schlinge, Axt).

## DVD-Editionen
- Edgar Allan Poe: Dunkle Welten, EuroVideo Medien GmbH, 2018.